# Attacco di squalo

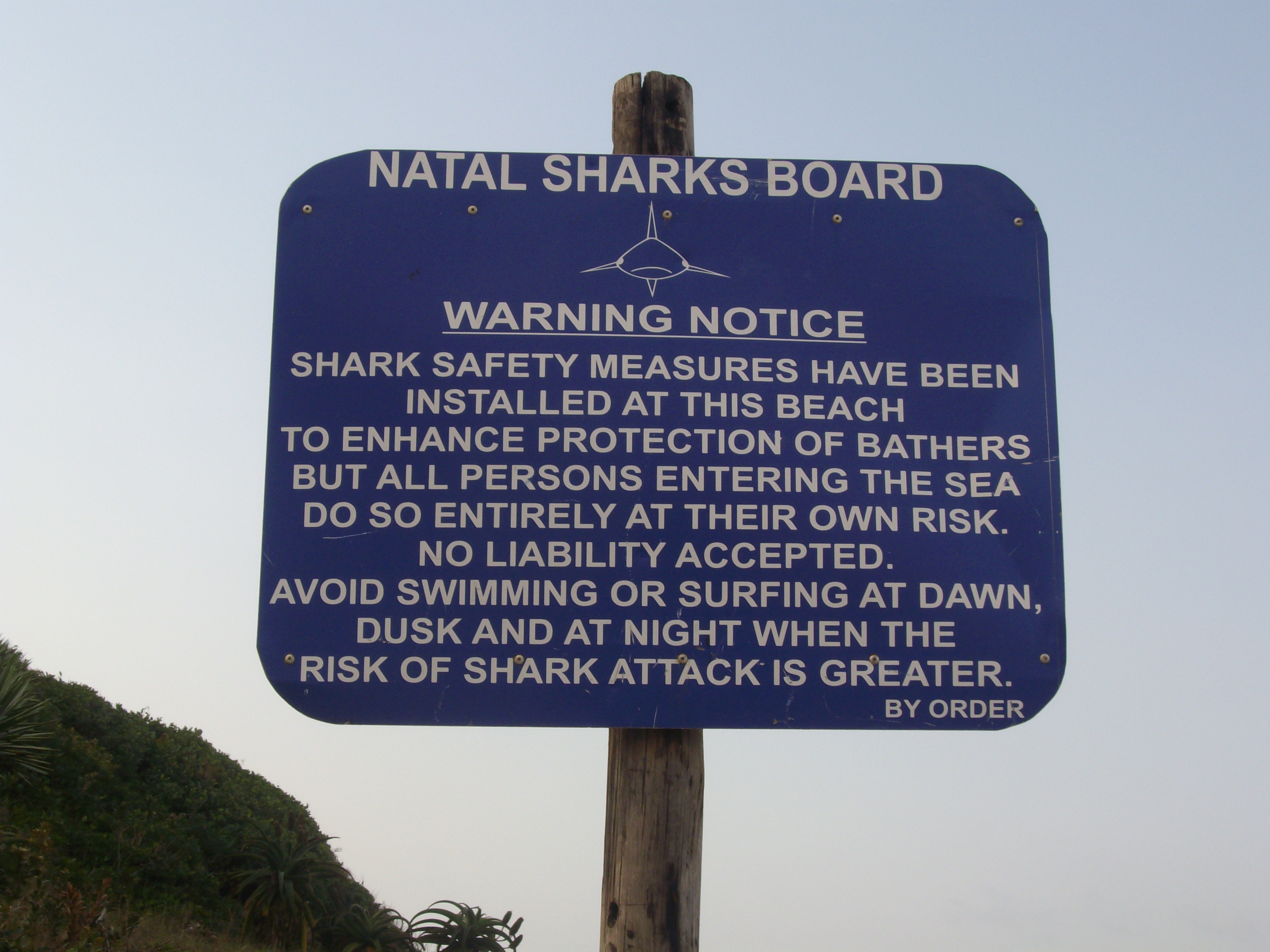
Segnale di avvertimento della presenza di squali in spiaggia (Sudafrica).

Un attacco di squalo è un attacco ad un essere umano da parte di uno squalo. Ogni anno, sono circa 80 gli attacchi provocati, che vengono segnalati in tutto il mondo.

## La terminologia
Il termine "attacco di squalo", comunemente utilizzato per indicare situazioni in cui gli esseri umani vengono feriti da squali, è stato oggetto di considerazioni che mettono in discussione l'assunzione che gli squali predatori di grandi dimensioni (come lo squalo bianco, lo squalo tigre e lo squalo leuca) cerchino gli esseri umani come prede. Una revisione condotta nel 2013 informa che il termine "attacco" dovrebbe essere riservato solo ai casi in cui uno squalo morda intenzionalmente un essere umano, implicando un intento di predazione. In tutti gli altri casi, è più accurato classificare gli incidenti come "incidenti morsi fatali".
Le osservazioni possono includere interazioni fisiche con danni: i morsi di squalo comprendono incidenti di morsi significativi che richiedono assistenza medica, mentre gli incidenti di morsi fatali di squalo provocano la morte. Lo studio suggerisce che solo quando un esperto convalida l'intento predatorio di uno squalo sarebbe appropriato definire un incidente di morso come un attacco.

## Tipo d'attacchi
Gli indici sugli attacchi di squali utilizzano criteri differenti per determinare se un attacco sia "provocato" o "non provocato". Da una prospettiva dello squalo, gli attacchi contro gli esseri umani percepiti come minacce o concorrenti per il cibo sono tutti considerati attacchi "provocati". Né l'International Shark Attack File (ISAF) né il Global Shark Attack File (GSAF) attribuiscono lo status di "provocato" o "non provocato" alle vittime di disastri aerei/marittimi; tali incidenti sono considerati come una categoria separata. Anche lo sventramento post-mortem di resti umani (tipicamente vittime di annegamento) non riceve lo status di "provocato" o "non provocato". Il GSAF classifica i morsi di squalo su resti umani come "incidenti dubbi".

### Attacchi provocati

Attacchi di squali, dal 1749 al 2018

Gli attacchi "provocati" avvengono quando un essere umano tocca, ganci, reti o in altro modo irrita l'animale. Gli incidenti al di fuori dell'habitat naturale (il mare) degli squali, come gli acquari e i recinti di ricerca, sono considerati provocati, così come tutti gli incidenti che coinvolgono squali catturati. A volte gli esseri umani provocano accidentalmente un attacco, ad esempio quando un surfista colpisce accidentalmente uno squalo con una tavola da surf.

### Attacchi non provocati
Gli attacchi "non provocati" sono inizializzati dagli squali nel loro habitat naturale su un essere umano vivo e senza provocazione umana. Ci sono tre sottocategorie di attacchi non provocati: attacchi "colpo e fuga", attacchi "sorpresa" e attacchi "urto e morso". Gli attacchi "colpo e fuga" sono di solito non fatali, mentre gli attacchi "sorpresa" sono di natura predatrice e rari. Gli attacchi "urto e morso" coinvolgono lo squalo che circonda e urta la vittima prima di morderla. Questi ultimi possono essere gravi o fatali, a seconda della reazione della vittima.

## Motivi degli attacchi
Le grandi specie di squali rappresentano predatori apicali nel loro ambiente e, di conseguenza, mostrano scarso timore nei confronti di qualsiasi creatura con cui loro si scontrino, fatta eccezione per le orche.

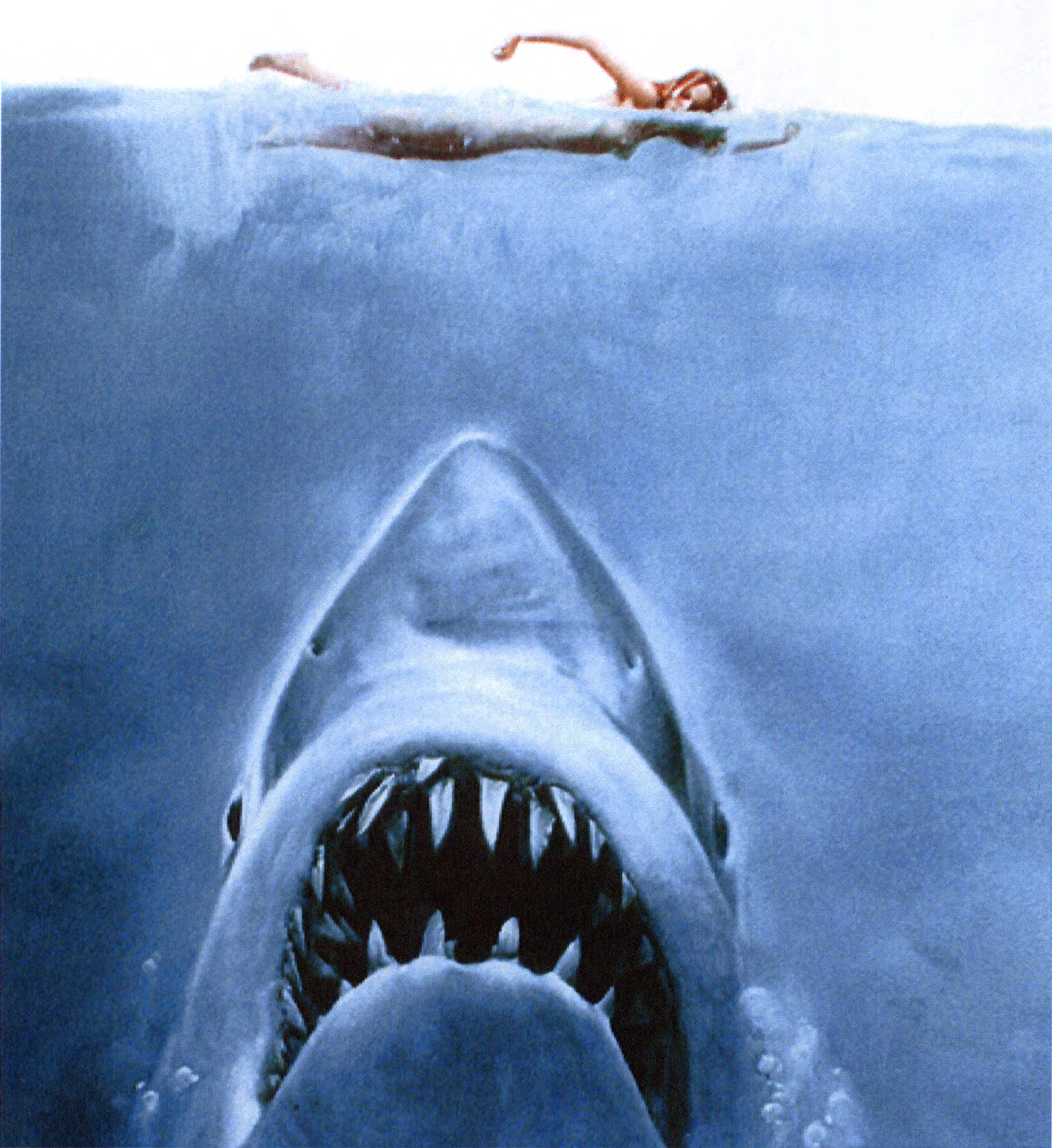
Copertina del romanzo Lo squalo (1974), che ritrae un "ipotetico" attacco di squalo ai danni di un umano.

Essendo cacciatori sofisticati, manifestano una naturale curiosità quando si trovano di fronte a qualcosa di insolito nei loro territori. Tuttavia, a causa della mancanza di arti con dita sensibili come mani o piedi, l'unico modo per esplorare un oggetto o un organismo è morderlo; questi morsi sono comunemente noti come "morsi di prova". In genere, i morsi degli squali hanno uno scopo esplorativo, e l'animale si ritira dopo un singolo morso. Ad esempio, i morsi esplorativi inflitti ai surfisti sono attribuiti al fatto che lo squalo scambi il surfista e la tavola da surf per la forma di una possibile preda. Tuttavia, è importante notare che anche un singolo morso da parte di uno squalo potente come lo squalo bianco o lo squalo tigre può causare gravi ferite a un essere umano.
Normalmente, uno squalo compie un rapido attacco e si ritira in attesa che la vittima muoia o si indebolisca a causa dello shock e della perdita di sangue, prima di tornare a nutrirsi. Questo comportamento protegge lo squalo da eventuali ferite inflitte da una preda ferita e aggressiva; tuttavia, dà anche agli esseri umani il tempo di allontanarsi dall'acqua e sopravvivere. Gli attacchi degli squali possono verificarsi anche per motivi territoriali o per stabilire la dominanza su altre specie di squali, il che può portare a un attacco.
Gli squali sono dotati di organi sensoriali chiamati "ampolle di Lorenzini", che rilevano l'elettricità generata dal movimento muscolare. I recettori elettrici dello squalo, che captano il movimento, rilevano segnali simili a quelli emessi da pesci feriti, ad esempio da qualcuno che sta pescando con la lancia, inducendo lo squalo a attaccare la persona per errore. George H. Burgess, direttore dell'International Shark Attack File, ha dichiarato quanto segue riguardo alle ragioni degli attacchi: "Gli attacchi sono fondamentalmente un gioco basato sulle probabilità, legato al tempo che trascorri in acqua".

## Impatto mediatico
Gli attacchi di squali lungo la costa del New Jersey e nel fiume Matawan nel New Jersey, avvenuti nelle prime due settimane di luglio 1916, sono noti come gli "attacchi di squalo del Jersey Shore del 1916" che causarono la morte di quattro persone. Tali eventi sono generalmente considerati l'inizio dell'attenzione mediatica sugli attacchi di squali negli Stati Uniti d'America.
Nel 2010, nove sopravvissuti a attacchi di squali in Australia si unirono per promuovere una visione più positiva degli squali. I sopravvissuti fecero particolare riferimento al ruolo dei media nel distorcere la paura degli squali. Film come "Lo squalo" (Jaws) furono responsabili della caccia su vasta scala e dell'uccisione di migliaia di squali. Questo film ebbe un impatto significativo sul pubblico, creando una percezione distorta degli squali e inducendo le persone a temerli più di quanto fosse giustificato. Nel corso degli anni, i media hanno continuato a sfruttare questa paura, sensazionalizzando gli attacchi e ritraendo gli squali come mangiatori di uomini. Tuttavia, ci sono programmi televisivi, come il celebre "Shark Week", dedicati alla conservazione di questi animali. Attraverso studi scientifici, è stato dimostrato che gli squali non sono interessati ad attaccare gli esseri umani e tendono a confondere gli esseri umani con prede.